# Moteane Melamu
Moteane Melamu é um escritor e acadêmico de Botsuana. É, atualmente, também, professor da Universidade de Botsuana.

## Livros
- Children of the Twilight, ISBN 0-86543-678-9
- Living and Partly Living, ISBN 1-86867-059-7